# Kromhoutkazerne (Utrecht)
De Kromhoutkazerne of Kromhout Kazerne is een kazerne van de Nederlandse krijgsmacht in Utrecht. De kazerne is vernoemd naar luitenant-generaal Joachim Hendrik Kromhout.

## Oude kazerne
De oude Kromhoutkazerne werd gebouwd tussen 1910 en 1913 naar een ontwerp van Kapitein der Genie P.J. Post van der Steur (1871 - 1960). In september 1913 werd de kazerne in gebruik genomen door de genie.
De voormalige kazerne is tegenwoordig onderdeel van de Universiteit Utrecht. Hier is de international campus met het Engelstalige University College Utrecht en de Utrecht University School of Economics gevestigd, waar studeren en wonen gecombineerd wordt.
De commandantsvilla aan de Prins Hendriklaan is een rijksmonument, diverse andere delen van de kazerne zijn dat eveneens.

## Nieuwe kazerne
Naast deze voormalige kazerne is een nieuwe kazerne verrezen, die oktober 2010 in gebruik is genomen als onder meer hoofdkwartier van de Koninklijke Landmacht. De nieuwe, in 2008-2010 gebouwde kazerne omvat een gebied van in totaal bijna 19 hectare. Het bestaat uit kantoren waarin onder meer het hoofdkwartier van de Koninklijke Landmacht, het Commando Materieel en IT (COMMIT) en het Defensie Ondersteuningscommando zijn ondergebracht. Er zijn in totaal 3.300 werkplekken. Daarnaast zijn op het kazerneterrein sport-, vergader-, restaurant- en legeringsfaciliteiten gerealiseerd. Dit PPS contract wordt gerealiseerd door het consortium Komfort, een samenwerkingsverband tussen Strukton, Ballast Nedam en John Laing.
Op de kazerne is een grote groenzone met gazons en veel bomen en een ondergrondse parkeergarage.
De nieuwe kazerne staat op het terrein van het voormalige Fort Vossegat. Er bevinden zich nog de volgende overblijfselen van Fort Vossegat:
- Het bomvrij wachthuis
- Een doorlaatsluis (genoemd "de Brug met de twaalf gaten")
- De Tamboershut

Op het terrein van de kazerne staan ook de kunstwerken Bullet en Grow gemaakt door Ram Katzir.

## Certificering
Zes kazernegebouwen van de Kromhout Kazerne in Utrecht vielen in de prijzen m.b.t. duurzame werk- en leefomgevingen. Het kazernecomplex heeft op 21 februari 2017 de BREEAM-certificering Excellent gekregen.

## Afbeeldingen

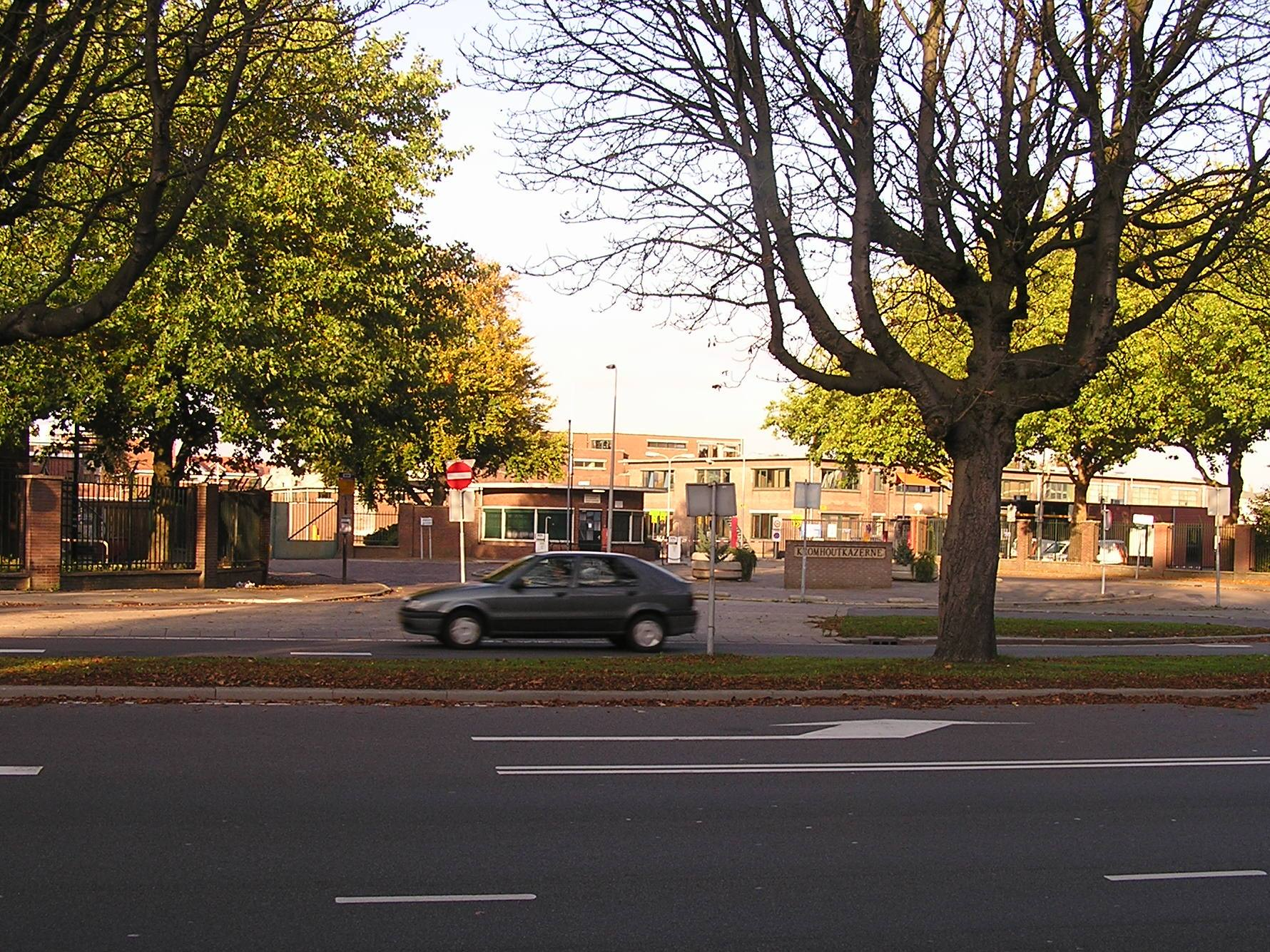
De voormalige toegangspoort aan de Herculeslaan
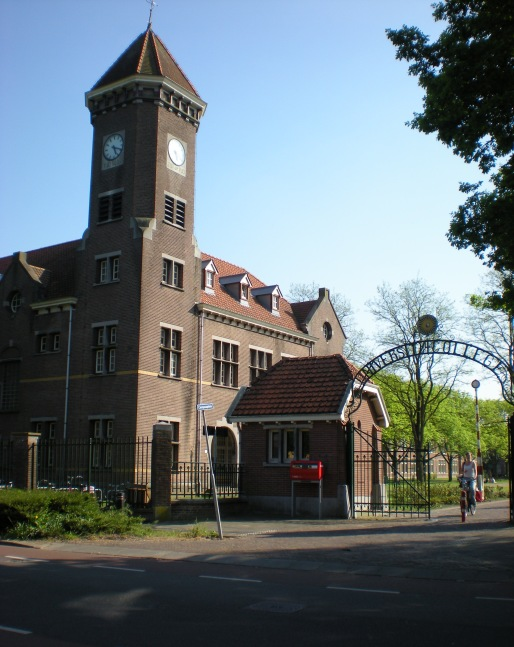
De voormalige toegangspoort aan de Prins Hendriklaan
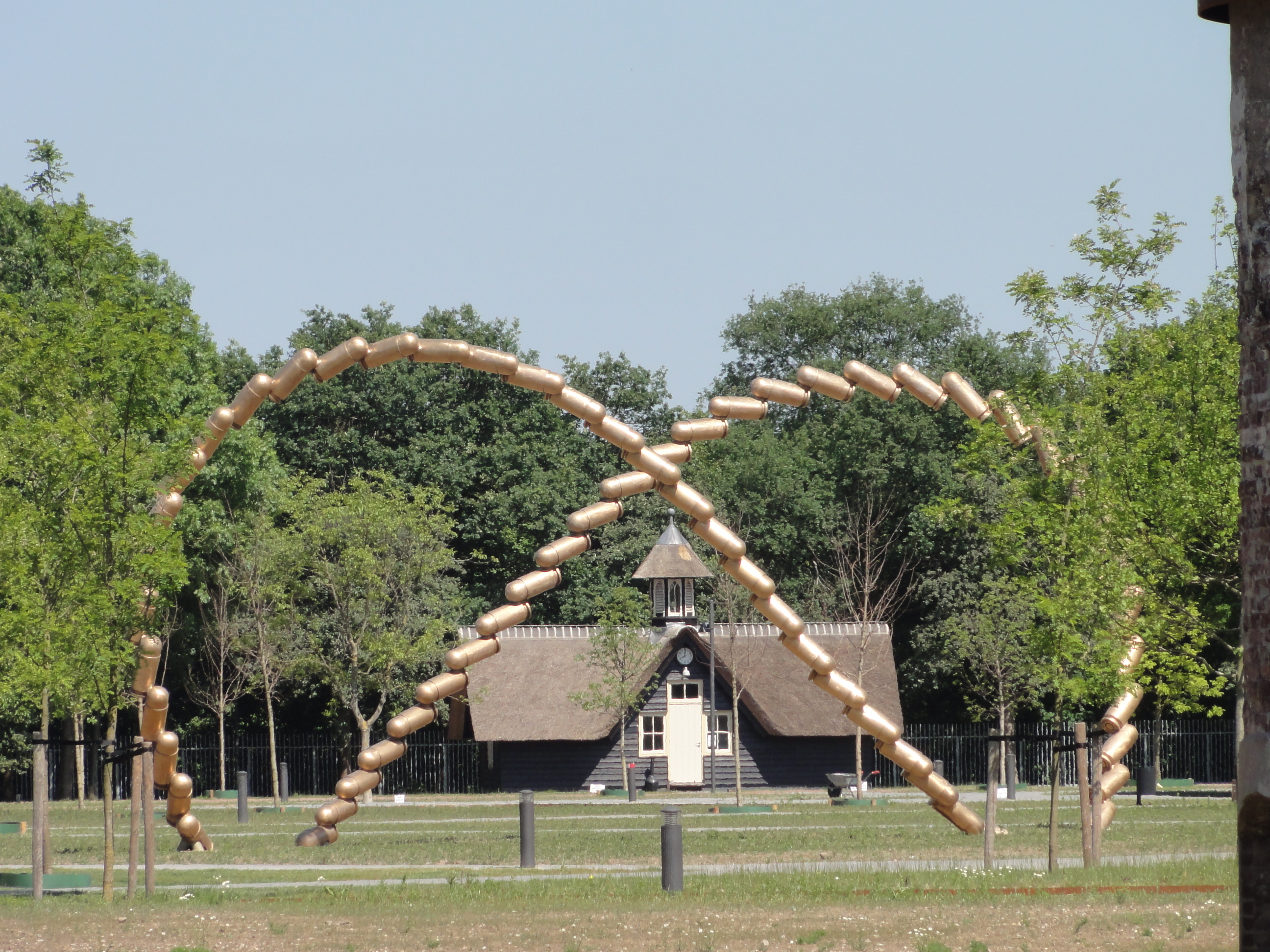
Bullet, een kunstwerk van Ram Katzir